# 挪威自然管理局
挪威自然管理局（挪威語：Direktoratet for naturforvaltning，DN）是挪威曾经的一个政府机构，成立于1965年，负责保护挪威的自然环境，建立和管理国家公园及其他保护区，后于2013年与挪威气候与污染控制局合并为挪威环境局。